# GfK
GfK — створена в 1934 році як нім. Gesellschaft für Konsumforschung (Товариство споживчих досліджень).
Є найбільшим інститутом з ринкових досліджень в Німеччині, і четвертою за розмірами організацією у світі з питань досліджень ринків, після Nielsen Company, Kantar Group та IMS Health.
Компанія була заснована асоціацією університетських викладачів, серед них Людвіг Ерхард, пізніше міністр економіки і канцлер Німеччини.
У липні 2023 року NielsenIQ (раніше частина Nielsen Holdings), американська компанія, що займається дослідженням ринку та споживчою аналітикою, яка належить Advent International, отримала дозвіл Європейського Союзу на придбання GfK після антимонопольного розслідування, яке розпочалося в червні 2023 року. Це схвалення було надано за умови продажу бізнесу з опитування споживачів GfK, який перейшов до британської компанії з дослідження ринку YouGov у липні 2023 року.
GfK Group об'єднує 115 компаній у більше ніж 100 країнах світу.

## GfK в Україні
GfK Ukraine — українська дослідницька компанія, що входить до мережі GfK Group.
Компанія пропонує повний перелік послуг з опитувань та досліджень ринків в Україні, Молдові та Білорусі.
Усі послуги компанії поділено на три групи:

- дослідження на замовлення,
- роздрібний продаж,
- технології та ЗМІ.

Компанія працює з такими галузями господарства: виробництво, роздрібний продаж, сфера охорони здоров'я, сфера послуг та ЗМІ.
GfK Ukraine проводить дослідження споживчої панелі домогосподарств англ. ConsumerScan з січня 1999 року. Дослідженням охоплюється 5 000 домогосподарств (більш ніж 10 000 осіб) по всій Україні, які щоденно звітують про свої покупки більше ніж по 60 групах товарів щоденного споживання.
GfK Ukraine проводить також дослідження ринків фінансових та телекомунікаційних послуг — регулярне та оперативне отримання інформації щодо стану ринків банківських, страхових та телекомунікаційних послуг для фізичних осіб.
Дослідження ринку банківських послуг проводиться за єдиною ліцензованою методикою FMDS (Financial Market Data Service) Personal. Ця методика застосовується всіма компаніями групи GfK в Центральній та Східній Європі.
Вибірка опитування складає по 1000 респондентів щомісяця. Вибірка є репрезентативною для населення України старше 16 років, за статтю, віком, регіоном проживання та розміром населеного пункту. Опитування проводилось методом особистого інтерв'ю.